# Балаур
Балаур је румунско митолошко биће, у румунском фолклору је врста вишеглавог змаја или монструозне змије, за коју се понекад каже да је опремљена крилима. Број глава је обично око три, али могу имати и седам или чак дванаест глава према неким легендама.
Балаур у народној причи је типично зао, захтева или отима младе девојке или принцезу, и побеђује га херој као што је Свети Ђорђе или лепи младић Фат-Фрумос.
Постоји неко предање у којима се Балаур сматра временским фактором и живи у ваздуху, али се ове врсте балаура понекад наизменично називају хала или ала, јер се мешају са пансловенским демоном ваздуха и воде. Према неким изворима, балаур је возило Соломонара који контролише временске прилике.
Постоје и легенде о балауру у којем од пљувачке могу произвести драго камење. Такође се каже да ко успе да га убије, опростиће му се грех.